# UK Blak (canción)
«UK Blak» es el segundo sencillo del álbum debut de Caron Wheeler U.K. Blak. Fue lanzado en 1990 y alcanzó el #40 en el UK Singles Chart. Es considerado su segundo éxito después de "Livin' in the Light".

## Listas musicales
| Lista musical             | Posición |
| ------------------------- | -------- |
| Billboard Top R&B Singles | 44       |
| UK Singles Chart          | 40       |